# Heruvicul
Imnul Heruvic sau imnul heruvimic sau heruvicul sau cântecul îngerilor, cântat la fiecare Sfântă Liturghie a anului cu excepția acelora din Joia Mare și Sâmbăta Mare. Este cântat după citirea Evangheliei și este întrerupt de Ieșirea Mare. Imnul Heruvic a fost adăugat Sfintei Liturghii A Sfântului Ioan Gură de Aur din ordinul împăratului Iustin al II-lea spre sfârșitul secolului al VI-lea.

## Text
Textul Imnului Heruvic sunt următoarele:
Greacă
Oι τα Χερουβίμ μυστικώς εικονίζοντες,
kαι τη ζωοποιώ Τριάδι τον Τρισάγιον ύμνον προσάδοντες,
πάσαν την βιωτικήν αποθώμεθα μέριμναν,
ως τον βασιλέα των όλων υποδεξάμενοι, 
ταις αγγελικαίς αοράτως δορυφορούμενον τάξεσιν. 
Română
"Noi, care pe heruvimi cu taină închipuim,
Și făcătoarei de viață Treimi întreit-sfântă cântare aducem,
Toată grija cea lumească să o lepădăm
Ca pe Împăratul tuturor, să primim,
Pe Cel înconjurat în chip nevăzut de cetele îngerești."
Cu toate că acest text este scurt, imnul durează destul de mult datorită stilului eteric, întins. Este cea mai bună imitare realizată de oameni a cântecului Puterilor Cerești.

## Istoric
În anul 573 sau 574, Iustin al II-a a cerut adăugarea Imnului Heruvic la liturghia obișnuită. Heruvicul folosit anterior era acela din Liturghia Sfântului Iosif, care fusese împrumutat și inclus în Liturghia Sfântului Vasile. Acest imn, care începe cu fraza "Tot trupul cel muritor să tacă" este folosit în prezent doar în Sâmbăta Mare. (cherubikonul folosit în Joia Mare începe cu "Cinei Tale celei fără de Taină, astăzi Hristoase, Fiul lui Dumnezeu, mă primește").
În perioada dintre secolele al IV-lea și al VI-lea, forma Sfintei Liturghii Răsăritene s-a definitivat sub influența unor liturgiști cum ar fi Sfântul Ioan Gură de Aur. În aceeași perioadă au avut loc și cele mai mari schimbări de format, cele mai multe ducând la componente liturgice care cu înțelegerea teologică în dezvoltare a Bisericii. Printre ele se numără imnul "Fiule Unule Născut" și adăugarea Crezului Niceo-Constantinopolitan (pentru contracararea ereziilor) și a "Imnului Trisaghion" care reflectă finalizarea definirii teologiei Trinitare. În această perioadă și apoi de-a lungul secolului al IX-lea, multe imnuri au fost compuse și adăugate Sfintei Liturghii, cum ar fi Imnul Heruvic, cântat în timp ce preotul spune rugăciunea de taină numită în prezent Rugăciunea Imnului Heruvic. 

### Muzică
- Heruvice pe mai multe glasuri din Antologia Heruvico-Kinonikar a lui Anton Pann publicată la București în 1847